# Mexicaspis
Mexicaspis là một chi bọ cánh cứng trong họ Chrysomelidae.
Chi này được miêu tả khoa học năm 1936 bởi Spaeth.

## Các loài
Chi này gồm các loài:
- Mexicaspis azteca (Champion, 1894)